# Karel Pastor
Karel Pastor (25 aprile 1946) è un ex cestista olandese.

## Carriera
Con i Paesi Bassi ha disputato i Campionati europei del 1967.